# Thief River Falls
Thief River Falls és una població dels Estats Units a l'estat de Minnesota. Segons el cens del July 1, 2008 tenia 8.472 habitants.

## Demografia
Segons el cens del 2000, Thief River Falls tenia 8.410 habitants, 3.619 habitatges, i 2.091 famílies. La densitat de població era de 679,3 habitants per km².
Dels 3.619 habitatges en un 27,1% hi vivien nens de menys de 18 anys, en un 44,2% hi vivien parelles casades, en un 10,6% dones solteres, i en un 42,2% no eren unitats familiars. En el 35,1% dels habitatges hi vivien persones soles el 15,7% de les quals corresponia a persones de 65 anys o més que vivien soles. El nombre mitjà de persones vivint en cada habitatge era de 2,21 i el nombre mitjà de persones que vivien en cada família era de 2,84.
Per edats la població es repartia de la següent manera: un 22,4% tenia menys de 18 anys, un 11,7% entre 18 i 24, un 26,1% entre 25 i 44, un 20,9% de 45 a 60 i un 18,8% 65 anys o més.
L'edat mediana era de 38 anys. Per cada 100 dones de 18 o més anys hi havia 85,8 homes.
La renda mediana per habitatge era de 30.759$ i la renda mediana per família de 40.908$. Els homes tenien una renda mediana de 30.332$ mentre que les dones 20.785$. La renda per capita de la població era de 17.489$. Entorn del 8% de les famílies i el 12,4% de la població estaven per davall del llindar de pobresa.

## Poblacions properes
El següent diagrama mostra les poblacions més properes.